# Greater Geraldton City
Greater Geraldton City är en kommun i Western Australia, Australien. Kommunen, som är belägen 424 km norr om Perth, vid kusten, i regionen Mid West, har en yta på 12 625,5 km², och en folkmängd på 37 161 enligt 2011 års folkräkning. 
Kommunen skapades 2011 genom en sammanslagning av dåvarande kommunerna Geraldton-Greenough City och Mullewa Shire. Huvudort är Geraldton.